# Stylogaster bigoti
Stylogaster bigoti är en tvåvingeart som beskrevs av Smith 1967. Stylogaster bigoti ingår i släktet Stylogaster och familjen stekelflugor.
Artens utbredningsområde är Nigeria. Inga underarter finns listade i Catalogue of Life.